# Piotr Wajrak
Piotr Wajrak (ur. 1971) – polski dyrygent, profesor sztuki.

## Życiorys
W 1994 r. ukończył studia dyrygentury symfoniczno-operowej w Akademii Muzycznej im. Fryderyka Chopina, w 2007 r. obronił pracę doktorską pt. Zagadnienia interpretacji niepublikowanych dzieł Feliksa Nowowiejskiego z op. 17: Beatrycze, Nina i Pergolesi oraz Śmierć Ellenai w kontekście redakcji wydawniczej tych utworów, której promotorem był prof. Rafał Delekta, w 2015 r. habilitował się na podstawie pracy zatytułowanej Płyta DVD i CD: "St. Moniuszko - Halka" - Redakcja, opracowanie wykonawcze i publiczna realizacja opery. W 2021 r. uzyskał tytuł profesora sztuki.
Pracuje w Akademii Muzycznej im. Feliksa Nowowiejskiego w Bydgoszczy. 

## Odznaczenia
- Odznaka honorowa „Zasłużony dla Kultury Polskiej”[3]
- Brązowy Medal „Zasłużony Kulturze Gloria Artis”[3]